# Centrale Bank van Korea
De Centrale Bank van Korea (Koreaans: 한국은행, Engels: Bank of Korea), is de centrale bank van Zuid-Korea. De bank in de huidige vorm werd opgericht op 12 juni 1950. De belangrijkste taak van de bank is zorgen voor prijsstabiliteit ofwel een bescheiden inflatie van zo’n 2% op jaarbasis. 

## Geschiedenis

### Voorlopers
Tegen het einde van de Joseondynastie werd de eerste stap gezet om te komen tot een centrale bank. Tijdens de Joseondynastie was sprake van een zeer bescheiden internationale handel met het Keizerrijk China en Japan. In 1876 werd het, na Japanse kanonneerbootdiplomatie, gedwongen intensievere internationale handelsrelaties aan te gaan. Hierdoor kwamen meer buitenlandse munten in omloop doordat de havens werden geopend voor buitenlandse schepen en handelaars. Dit leidde tot verwarring en in 1883 werd een apart bureau geopend voor de uitgifte van munten om hierin enige orde te brengen.
Na de Chinees-Japanse oorlog van 1894-1895, die gewonnen werd door Japan, nam de invloed van China af en die van Japan sterk toe. In 1902 begon Japan met de uitgifte van bankbiljetten in Korea via de vestiging van de Japanse Dai-ichi Bank. Als tegenmaatregel besloot Korea in maart 1903 een eigen centrale bank op te richten, de Centrale Bank Daehan, om de monetaire soevereiniteit veilig te stellen. Dit lukte niet, nadat Japan in 1905 Rusland had verslagen was de Russische invloed in Korea tot nagenoeg niets teruggebracht. Japan kreeg nog meer vrijheid van handelen en de Dai-ichi Bank vervulde centrale bank functies in Korea. In november 1909 werd alsnog op Japans initiatief de Bank van Korea opgericht. Na de annexatie van Korea door Japan, werd op 15 augustus 1910 de Bank van Choson opgericht, dit was de opvolger van de Bank van Korea.
De Bank van Choson was de centrale bank, het verzorgde voor de uitgifte van bankbiljetten, het was de bankier van de overheid, maar nam ook spaargeld aan en verleende leningen aan bedrijven. Het gevoerde beleid voldeed voornamelijk aan de wensen van Japan en later kreeg de bank een steeds belangrijker rol in de financiering van de Japanse oorlogsinspanningen. Tegen het einde van de oorlog werden veel bankbiljetten in omloop gebracht hetgeen resulteerde in een zeer hoge inflatie. Na de overgave van Japan stortte de Koreaanse economie in, alle productie was gericht op Japan en de oorlog, Japanse bedrijfsleiders vertrokken en miljoenen Koreanen kwamen terug naar Korea of trokken van het latere Noord-Korea naar het zuiden.
Direct na de oorlog circuleerden er diverse bankbiljetten uit Japan en Taiwan, noodgeld van het Japanse leger en ook Koreaanse biljetten. Op 8 september 1945 werd de Japanse governor van de Bank van Choson en al het Japanse personeel ontslagen. Er was behoefte aan geld en de diverse bankbiljetten bleven in omloop en dit duurde tot medio 1946. De Koreaanse interim-regering en de US Army Military Government in Korea (USAMGIK) werkten samen aan een nieuwe opzet voor de centrale bank. Het Amerikaanse model stond hierbij centraal waarbij de onafhankelijk van de bank ten opzichte van de regering duidelijk werd vastgelegd. Op 5 mei 1950 werden de wetten en de statuten van de bank goedgekeurd en op 12 juni 1950 was de nieuwe centrale bank, de Bank van Korea (BOK), een feit. Ze kreeg een breed scala aan functies met betrekking tot monetair en financieel beleid, toezicht op de banken en het deviezenbeleid.

### Bank van Korea
Nog geen dertien dagen na de oprichting brak de Koreaanse oorlog uit. Het hoofdkantoor van de BOK verhuisde van Seoel naar Daejon, vervolgens naar Daegu en tot slot naar Busan. Het keerde pas terug naar Seoel na de landingen in Incheon tegen het einde van 1950. De BOK slaagde er in veel van het goud en zilver uit handen van Noord-Korea te houden. Het ging naar de kluizen van de Federal Reserve Bank van New York en werd in 1955 gebruikt om de toetreding van Zuid-Korea tot het Internationaal Monetair Fonds en de Wereldbank mogelijk te maken. Plannen om de oude Choson-bankbiljetten te vervangen liepen vertraging op, maar in de oorlog werden toch de eerste nieuwe bankbiljetten geïntroduceerd.
Na de oorlog lag het land in puin. Veel geld was nodig voor het herstel en de BOK speelde hierin een belangrijk rol met als onbedoeld bijeffect een hoge inflatie. Op 15 februari 1953 werd de hwan geïntroduceerd, waarbij één hwan gelijk was aan honderd won. Om de inflatie te temperen werden kredietplafonds ingesteld, een prioriteitssysteem voor leningen in het leven geroepen en grote leningen konden alleen verstrekt worden na goedkeuring van de BOK. Nadat de inflatie was gedaald kon tot een versoepeling van het beleid worden overgegaan.
Op 16 mei 1961 volgde een militaire staatsgreep. De regering onder leiding van president Park Chung-hee stelde een economisch expansief beleid voor en legde dit vast in een vijfjarenplan. Een onafhankelijke of politiek neutrale centrale bank paste niet in dit beleid en veel bevoegdheden werden de BOK afgenomen. De commerciële banken, die in de jaren 50 waren geprivatiseerd, werden weer genationaliseerd. In 1962 werd de hwan vervangen door de won, waarbij 10 hwan gelijk was aan één won. Deze actie was in het grootste geheim voorbereid en de BOK wist officieel van niets.
In 1963 zorgden een slechte oogst, afnemende Amerikaanse financiële hulp en lage reserves aan buitenlandse valuta voor een sterke devaluatie van de won. In 1965 besloot de regering de vaste wisselkoers los te laten.
Meer vijfjarenplannen zagen het licht, allen gericht op hoge economische groei waarbij de BOK een belangrijke uitvoerende rol bleef spelen. In de jaren 80 werd duidelijk dat een stringente regulering van de financiële markten zijn beste tijd had gehad. Liberalisering en daarmee de markten hun werk laten doen, kreeg meer prioriteit. Na 1981 werden de mogelijkheden voor buitenlandse beleggers en investeerders om te beleggen in de binnenlandse effectenmarkt vergroot. In de jaren 90 werden in diverse stappen de rentetarieven voor spaarproducten losgelaten. Deze openingen en liberalisering leidde tot een zekere internationale acceptatie. Op 12 december 1996 werd Zuid-Korea het 29e lid van de Organisatie voor Economische Samenwerking en Ontwikkeling (OESO). Op 14 januari 1997 sloot de bank zich aan bij de Bank voor Internationale Betalingen.
De Aziatische financiële crisis van 1997 leidde tot grote economische en financiële problemen voor het land. Veel bedrijven, waaronder grote chaebols, gingen failliet en het bankwezen kampte met veel niet-presterende leningen waarop geen rente of aflossing werd betaald. Banken dreigden om te vallen en veel moesten er gered worden met overheidsgeld. De reserves aan buitenlandse valuta kelderden en Korea zou snel niet meer kunnen voldoen aan de internationale betalingsverplichtingen. Het IMF, de Verenigde Staten en Japan verleenden aan Zuid-Korea financiële steun tot een maximum van 55 miljard Amerikaanse dollar. Aan dit geld waren wel stringente voorwaarden verbonden.
Op 1 april 1988 werden de regels voor de BOK verregaand gewijzigd. De bank kreeg zijn onafhankelijkheid terug, het werd als enige verantwoordelijk voor het monetaire beleid en niet langer de regering. De minister en belangrijke ambtenaren trokken zich terug uit diverse commissies. De bank kreeg verder als taak te zorgen voor prijsstabiliteit, de beteugeling van de inflatie werd een hoofddoel. In 1998 lag dit doel nog op 9%, niet onrealistisch in het toenmalige economische en financiële klimaat, maar in de jaren erna zakte dit naar zo’n 3%. Verder ging het toezicht op andere banken over naar een nieuwe organisatie.

## Taken
De kerntaak van de BOK is te zorgen voor financiële stabiliteit. Andere taken zijn:
- het alleenrecht voor de uitgifte van bankbiljetten en munten;
- te zorgen voor prijsstabiliteit in het land door de inflatie laag te houden;
- het is de bank der banken;
- een soepele, betrouwbare en efficiënte afwikkeling van het betalingsverkeer te bewerkstelligen;
- het beheer van de internationale reserves van het land;
- doen van economische en financieel onderzoek;
- het samenwerken met andere centrale bank en internationale instituties.

Aan het hoofd van de bank staat de Governor. Hij wordt aangesteld voor een periode van vier jaar. Vanaf 1 april 2022 is dit Rhee Chang Yong.

## Naslagwerk
- (en)  A Seventy Year History of the Bank of Korea (1950-2020)